# John Patrick Cody
John Patrick Cody, ameriški rimskokatoliški duhovnik, škof in kardinal, * 24. december 1907, St. Louis, Missouri, † 25. april 1982.

## Življenjepis
8. decembra 1931 je prejel duhovniško posvečenje.
10. maja 1947 je bil imenovan za pomožnega škofa Saint Louisa in za naslovnega škofa Apolonije; 2. julija istega leta je prejel škofovsko posvečenje.
Pozneje je postal še: škof pomočnik Kansas Cityja (27. januar 1954), škof pomočnik Saint Josepha (9. maj 1955), škof pomočnik Kansas Cityja-Saint Joseph (29. avgust 1956), nakar je nasledil škofovski položaj 11. septembra istega leta.
10. avgusta 1961 je bil imenovan za nadškofa pomočnika New Orleansa in za naslovnega nadškofa Bostre. 1. junija 1962 je postal apostolski administrator in 8. novembra 1964 nadškof New Orleansa. 
14. junija 1965 je postal nadškof Chicaga.
26. junija 1967 je bil povzdignjen v kardinala in imenovan za kardinal-duhovnika S. Cecilia.